# Poa lanigera
Poa lanigera är en gräsart som beskrevs av Christian Gottfried Daniel Nees von Esenbeck. Enligt Catalogue of Life ingår Poa lanigera i släktet gröen och familjen gräs, men enligt Dyntaxa är tillhörigheten istället släktet gröen och familjen gräs. Arten förekommer tillfälligt i Sverige, men reproducerar sig inte. Inga underarter finns listade i Catalogue of Life.